# Pavel Fajt
Pavel Fajt (* 26. prosinec 1957 v Brně) je moravský avantgardní hudebník, neortodoxní bubeník, hudební aranžér a producent.

## Život a dílo
Brněnský hudebník Pavel Fajt patří do skupiny alternativních hudebních žánrů, jeho hudba se prakticky neustále pohybuje kdesi na pomezí world music, art-rocku, folk-rocku a experimentální elektrofonické hudby. Vystupuje již z dob svých studií na VUT v Brně, kde působil nejprve krátce v hudebním uskupení Nucleus, poté též ve studentské skupině Ještě jsme se nedohodli. Následovalo příležitostné vystupování s folkovými hudebníky, z nichž nejznámější je písničkář Václav Koubek a nonkonformní folková a world-music muzikantka Iva Bittová, se kterou vystupoval nejprve v duu, potom v triu nazvaném Kolektiv. Toto trio pak dalo vzniknout hudební formaci Dunaj, které patřilo k nejvýraznějším zjevům brněnské alternativní scény na konci 80. let 20. století až do počátku let devadesátých. S Ivou Bittovou vystupoval na mnoha koncertech v celé Evropě i v zámoří, byl také hudebním producentem několika jejích sólových desek. Od roku 1980 je také datována jeho spolupráce s brněnským Divadlem Husa na provázku, pro které vytvořil scénickou hudbu k několika představením. Je také autorem scénické hudby k několika pražským divadelním představením.
V roce 1990 se společně s Ivou Bittovou a dalšími spolupodílel na tvorbě filmového dokumentu o kytaristovi Fredu Frithovi Step across the border, jenž téhož roku získal cenu Felix za nejlepší dokumentární film. V roce 1992 nahrál s Jimem Menesesem avantgardně pojaté hudební improvizace na bicí, jenž vyšly na albu Songs for the Drums pro dvě bicí soupravy a dva hlasy. Album je pozoruhodné tím, že hlasy obou bubeníků byly snímány pomocí mikrofonu na krku a byly zvukově zatlumeny a posléze technicky upraveny tak, aby byly výrazově ekvivalentní k bicím.
Od roku 1992 se také datuje jeho sólové vystupování, kdy kromě rozšířené bicí soupravy využívá jednoho či dvou akustických kruhů, což je kovový elektrofonický nástroj kruhového tvaru s několika strunami napojený na speciální zvukovou aparaturu se zkreslujícími zvukovými efekty. V roce 1994 společně se zpěvačkou Annou Homler a belgickým muzikantem Geertem Waegemanem natočil CD s názvem Macaronic Sines a Corne de Vache. Od roku 1994 je také datována jeho příležitostná spolupráce s kytaristou Mikolášem Chadimou, která byla realizována prostřednictvím pásma Průhlední lidé, které vyšlo na stejnojmenném CD z roku 1998. V roce 1995 se vrátil k melodickému art-rocku ve formaci Pluto, která navázala na předchozí úspěšné koncertování někdejší skupiny Dunaj. Formace Pluto zanikla v roce 2001, za dobu své existence vydala dvě alba, z nichž to první získalo cenu nezávislých kritiků zvanou Žlutá ponorka. V roce 1998 se započala jeho další mezinárodní spolupráce se Stepanidou Boris, což je členka Yakutského národního divadla a která je známá svojí snahou o oživení tzv. „šamanské sibiřské hudby“. Se zpěvákem Václavem Kořínkem (alias Wendy Zulu) ze skupiny Zuluville realizoval projekt Ladakh, což je spojení perkusních nástrojů spolu se šamanským zpěvem, další výlet do hájemství world music. Z podnětu Pavla Fajta také vznikl svérázný hudební festival nazvaný Slet bubeníků, což je vlastně pravidelné každoroční koncertní turné různých hráčů na bicí nástroje. V letech 2000 až 2001 byl členem hudební formace The Danubians, což byla mezinárodní hudební skupina spojující prvky východoevropského a středoevropského folklóru s art-rockem (tedy forma avantgardního folk-rocku). Od roku 2001 až doposud[kdy?] vystupuje také nadále sólově se svým vlastním koncertním programem nazvaným DrumTrek. V roce 2009 vydal spolu s Václavem Cílkem, Mariánem Vargou, Josefem Klíčem a Geertem Waegemanem CD Souhvězdí Santini (u vydavatelství RESPEKT edice). Album má podtitul „Putování postrockového bubeníka a geologa-literáta po českých a moravských barokních kostelech“. Nahrávka byla pořízena v církevních stavbách navržených architektem Janem Blažejem Santinim, jako např. v klášterech Plasy, Křtiny, Želiv, Kladruby, Panenské Břežany ad.
V roce 2009 vystupoval mj. i v New Yorku v České národní budově.
Pavel Fajt je spolu s Lubomírem Holzerem členem seskupení Moravští bratři. Jedná se o společný hudební projekt moravských hudebníků, kde zaznívají moravské balady a šamanské písně.

## Diskografie
- Bittová & Fajt - Panton 1987
- Svatba - Review records 1988
- Iva Bittová a Dunaj - Panton 1989
- Rosol - Pavian Records 1991
- Songs for the Drums - Pavian Records 1995
- Macaronic Sines - Lowlands 1995
- Pustit musíš - Rachot/Behémot 1996
- Pavel Fajt & Pluto - Indies Records 1996
- Corne de Vache - Victo 1997
- Bittová & Fajt - Bonton 1997
- Pluto, Tři - Indies Records 1998
- Průhlední lidé - Black Point 1998
- The Danubians - Cuneiform Records 2000
- DrumTrek - Indies Records 2001
- Slet bubeníků - Drumming Brew - Indies Happy Trails 2006
- Autopilote - 2008
- Souhvězdí Santini - RESPEKT edice 2009
- Anarcheus - Dokořán 2010 (příloha ke knize Václava Cílka Archeus. Fragment radostné vědy o trpaslících)